# 一殺多生
一殺多生（いっさつたしょう）とは、１人を殺すことで多く生かすとする仏教用語。

## 政治用語
元は大乗仏教経典の一つ瑜伽師地論の漢訳文に記された四字熟語であったが、日本では右翼の政治思想の一つとして使われた。戦前の右翼団体「血盟団」の指導者である井上日召が唱えた理念である。
昭和維新を呼号した井上は、血盟団の団員に「一人一殺」を説き、政財界の要人の暗殺を教唆した。「一人一殺」とは、各々の血盟団員が標的を定め、一人ずつ暗殺していくというものである。標的のみを殺し、それ以外の人的被害を防ぐため、その手段は専ら接近してのピストルによる射殺であった。
井上は「これ（標的）に天誅を加えることは、一切を救わんとする一殺多生の大慈大慈の心に通ずるもの」と主張した。つまり「要人一人を殺すことで、その他の大勢の一般国民が救われる」とし、血盟団のテロ活動を正当化した。
戦後の右翼活動家も、連続企業爆破事件など多数の一般人を巻き添えにする左翼テロとは違い、自分たちのテロは標的のみに狙いを定め、他者を救済する「慈悲ある」テロと自負し、この理念を正当化している者が少なくない。